# Cité de la voile Éric Tabarly
 (octobre 2021).
Si vous disposez d'ouvrages ou d'articles de référence ou si vous connaissez des sites web de qualité traitant du thème abordé ici, merci de compléter l'article en donnant les références utiles à sa vérifiabilité et en les liant à la section « Notes et références ».
La Cité de la voile Éric Tabarly est un centre d'exposition multimédia situé à Lorient (France), dont le bâtiment est l’œuvre de l’architecte Jacques Ferrier. Ce centre est l'unique site touristique d'Europe consacré à la course au large. Il présente les méthodes de construction des voiliers modernes et plus anciens, ainsi que les récits et techniques de la navigation à voile, tout en offrant la possibilité d'expérimenter des sorties en mer. Il est aussi le port d'attache de la plupart des Pen Duick d'Éric Tabarly, que l'on peut y observer lors de chacune de leurs escales à Lorient.

## Historique

### Débuts prometteurs
La Cité de la voile a ouvert ses portes en avril 2008, après dix ans de gestation. Initiée, immédiatement après la mort d'Éric Tabarly, par un projet de la famille et des amis du navigateur, comme l'explique, dans le livre qui lui est dédié, son épouse Jacqueline, il a alors été réalisé en partenariat avec les collectivités territoriales avec le concours de l'État et de l'Union européenne, et avec la collaboration technique de la Cité des sciences et de l'industrie. La fréquentation annuelle est alors de quelque 100 000 visiteurs.

### Baisse de fréquentation
Néanmoins, les premières années de la décennie 2010 voient la fréquentation du site décliner de façon régulière, et la Cité perdre de l'argent. En 2012, une enquête menée de janvier à juillet permet de comprendre les raisons de cette baisse, ce qui pousse la direction à repenser la cité de la voile, et donc à fermer pour six mois le centre d'exposition, afin de faire évoluer les contenus et rendre plus interactif le lieu, le tout pour un coût de 2,2 millions d'euros. Les travaux ont lieu entre novembre 2014 et avril 2015, pour une réouverture à la fin du mois.

### Évolution numérique
À la fin du mois d'avril 2015, la cité rouvre, totalement rénovée. Elle accueille 85 000 visiteurs en un an depuis sa réouverture, contre 55 000 en 2014.

## Site

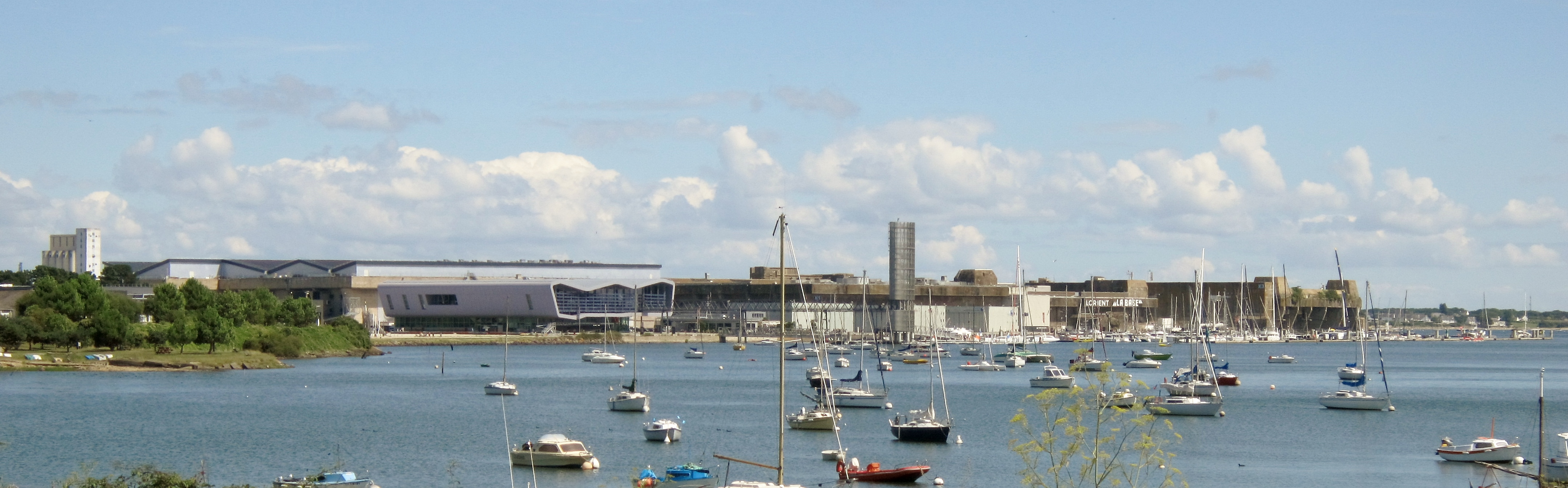
La Cité de la Voile Éric Tabarly et l'ancienne base sous-marine vues depuis le Pont de Kermélo sur l'estuaire du Ter.

Son local central est un grand bâtiment moderne aux lignes marines, conçu par l'architecte Jacques Ferrier. Il est édifié au sein du premier Pôle européen de course au large, sur le site de l'ancienne base sous-marine de Lorient. Ce site a vu naître plusieurs des Pen Duick de Tabarly.

## Muséographie
La Cité de la voile propose à ses visiteurs de vivre l’aventure de la voile moderne et de la course au large. Ainsi, le parcours d’exposition permanente s’articule autour de films, manipulations ludiques, reconstitutions de bateaux, bassin de voiliers radiocommandés, un simulateur de 10 places pour être au cœur de l'activité d'un bateau de course. Chaque année, une nouvelle exposition temporaire est proposée.

### Depuis la réouverture en 2015
Avec la rénovation de l'espace muséographique après six mois de travaux pendant l'hiver 2014-2015, le visiteur peut articuler sa visite autour de huit pôles, au gré de ses envies, avec la possibilité de regarder, de toucher, d'explorer, de ressentir et donc de se mettre dans la peau d'un véritable skipper.

## Évolution de la fréquentation
| 2008    | 2009    | 2010   | 2011   | 2012   | 2013   | 2014                                                         | 2015                             |
| ------- | ------- | ------ | ------ | ------ | ------ | ------------------------------------------------------------ | -------------------------------- |
| 112 000 | 100 000 | 90 000 | 70 000 | 82 000 | 60 252 | 55 000 (avec fermeture en novembre et décembre pour travaux) | 85 000 (avril 2015 ; avril 2016) |